# Marmagao
Marmagao este un oraș în India.